# Marton-Museum

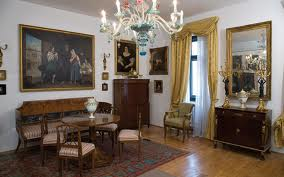
Marton-Museum, Samobor

Das Marton-Museum (kroatisch Muzej Marton) in Samobor bei Zagreb (Adresse:Jurjevska 7) ist ein privates Porzellan-, Kunst- und Möbelmuseum.
Nach jahrzehntelanger Sammlertätigkeit hat sich der kroatische Tennisprofi und spätere Diplomat und Geschäftsmann Veljko Marton ein Privatmuseum mit wertvollen Objekten aus Glas, Silber, Porzellan, mit Möbeln, Uhren und Bildern eingerichtet. Der Schwerpunkt der Sammlung liegt im 18. und frühen 19. Jahrhundert. Das Museum wurde 2003 eröffnet. Internationale Beachtung fand unter anderem 2010 die auf Leihgaben Martons beruhende Porzellan-Ausstellung „Prachtware“ im Liechtenstein-Museum in Wien.